# Glaucodontia pyraustoides
Glaucodontia pyraustoides là một loài bướm đêm trong họ Crambidae.